# Procedura celna
Procedura celna – reguły postępowania o charakterze urzędowym w sprawach celnych.
Według Wspólnotowego Kodeksu Celnego art. 4 pkt 16 wyróżniamy osiem procedur celnych:
- Dopuszczenie do obrotu, czyli nadanie statusu celnego towarowi niewspólnotowemu;

- Wywóz, tzn. wyprowadzenie towaru wspólnotowego poza obszar celny Unii Europejskiej;

- Tranzyt, pozwala on na przemieszczanie towarów krajowych i niekrajowych z jednego do drugiego na polskim obszarze celnym.;

- Skład celny, pozwala na składowanie towarów niekrajowych, które w czasie składowania nie podlegają ograniczeniom, cłu i zakazom określonym w odrębnych przepisach, z wyjątkiem ograniczeń i zakazów stosowanych min. do ochrony porządku lub bezpieczeństwa publicznego, zdrowia ludzi i higieny;

- Uszlachetnianie czynne, czyli jakikolwiek przywóz towarów na obszar celny Wspólnoty wymaga uiszczenia przez importera należności przywozowych;

- Uszlachetnianie bierne, to czasowy wywóz towarów wspólnotowych poza obszar celny Wspólnoty, w celu poddania ich procesom uszlachetniania oraz na dopuszczenie do obrotu produktów;

- Przetwarzanie pod kontrolą celną, ta procedura pozwala na przywóz towarów nie wspólnotowych bez pobierania należności przywozowych oraz bez stosowania środków polityki handlowej, pod warunkiem, że wprowadzenie do Wspólnoty tych towarów jest ograniczone lub zakazane;

- Odprawa czasowa, pozwala na wykorzystanie na obszarze celnym Wspólnoty towarów niewspólnotowych przeznaczonych do powrotnego wywozu bez dokonywania żadnych zmian.